# L'Amour en soi
Singles de Vanessa Paradis
Dis-lui toi que je t'aime
(novembre 1990) Be My Baby
(septembre 1992)
Pistes de Variations sur le même t'aime
Dis-lui toi que je t'aime La vague à lames
L'Amour en soi est le 9e single de Vanessa Paradis. Il est sorti en mai 1991 en 3e extrait de l'album Variations sur le même t'aime, écrit par Serge Gainsbourg et composé par Franck Langolff.
La photo de la pochette du 45 tours est réalisé par le photographe Bruno Juminer.

## Le clip
Réalisé par Renaud Le Van Kim, on y voit Vanessa chanter avec ses musiciens dans un terrain vague. Les images ont des incrustations graphiques.

Le clip a été filmé durant le tournage du documentaire Vanessa, 18 ans et alors, diffusé sur TF1 le 22 décembre 1990. Il est lancé en télé mi-juin 1991.

## Musiciens
- Guitares : Franck Langolff, Philippe Osman
- Clavier, programmation (basse, batterie) et synthés : Philippe Osman
- Harmonica : Jean-Jacques Milteau
- Chœurs : Marina Albert, Ann Calvert, Carole Fredericks, Jus D'Orange, Philippe Osman